# Unione Sportiva Libertas 1926-1927
Questa pagina raccoglie i dati riguardanti l'Unione Sportiva Libertas nelle competizioni ufficiali della stagione 1926-1927.

## Rosa
| N. |                   | Ruolo | Calciatore        |
| -- | ----------------- | ----- | ----------------- |
|    | Italia (bandiera) | P     | Angelo Belluomini |
|    | Italia (bandiera) | A     | Armando Bonino    |
|    | Italia (bandiera) | A     | Ernesto Bonino    |
|    | Italia (bandiera) | D     | Enrico Canali     |
|    | Italia (bandiera) | C     | Del Debbio        |
|    | Italia (bandiera) | A     | Bruno Fazzi       |
|    | Italia (bandiera) | C     | Luigi Ferrero     |

| N. |                   | Ruolo | Calciatore         |
| -- | ----------------- | ----- | ------------------ |
|    | Italia (bandiera) | D     | Alessandro Gambino |
|    | Italia (bandiera) | D     | Ivancich           |
|    | Italia (bandiera) | D     | Aldo Locatelli     |
|    | Italia (bandiera) | C     | Athos Mazzanti     |
|    | Italia (bandiera) | D     | Andrigo Parlanti   |
|    | Italia (bandiera) | C     | Mario Petri        |